# مایدول
مایدول برنامه‌ای است ساخته‌شده در کرهٔ جنوبی که پروسهٔ شروع به‌کار گروه ویکس را نشان می‌دهد. پخش این برنامه از ۱۲ آوریل ۲۰۱۲ از شبکهٔ ام‌نت آغاز شد.

## خلاصهٔ کلی
گروهی ده نفره از کارآموزان کمپانی جلی‌فیش استعدادهای خود را با یکدیگر به رقابت می‌گذارند تا در نهایت بتوانند در تاریخ ۲۴ می ۲۰۱۲ شروع به کار کنند.

## کارآموزان
(سنین و قد آن‌ها متعلق به زمان فیلمبرداری برنامه می‌باشد.)
| کارآموز            | کارآموز  | سن | قد           | موقعیت   | نتیجه |
| نام و نام خانوادگی | نام هنری | سن | قد           | موقعیت   | نتیجه |
| ------------------ | -------- | -- | ------------ | -------- | ----- |
| چا هاک‌یئون         | ان       | ۲۲ | ۱۸۰ سانتی‌متر | رقص      | ویکس  |
| جانگ تک‌وون         | لئو      | ۲۲ | ۱۸۳ سانتی‌متر | خوانندگی | ویکس  |
| لی جه‌هوان          | کن       | ۲۰ | ۱۸۰ سانتی‌متر | خوانندگی | ویکس  |
| کیم وون‌شیک         | راوی     | ۱۹ | ۱۸۳ سانتی‌متر | رپ       | ویکس  |
| لی هونگ‌بین         | هونگ‌بین  | ۱۹ | ۱۸۱ سانتی‌متر | خوانندگی | ویکس  |
| هان سانگ‌هیوک       | هیوک     | ۱۷ | ۱۸۱ سانتی‌متر | رقص      | ویکس  |
| رو ناکون           | ناکون    | ۲۲ | ۱۷۹ سانتی‌متر | خوانندگی | حذف   |
| شین یون‌چول         | یون‌چول   | ۱۹ | ۱۸۴ سانتی‌متر | خوانندگی | حذف   |
| لی بیونگ‌جون        | بیونگ‌جون | ۱۹ | ۱۸۰ سانتی‌متر | رپ       | حذف   |
| لی ده‌وون           | ده‌وون    | ۲۱ | ۱۸۴ سانتی‌متر | خوانندگی | حذف   |

## خلاصه قسمت‌ها

### قسمت ۱
این قسمت با معرفی اعضا شروع می‌شود که طی آن استعدادهای خود را برای اولین بار برای داوران به نمایش می‌گذارند.
| کارآموز  | مهارت        | آهنگ                                                              |
| -------- | ------------ | ----------------------------------------------------------------- |
| اِن       | رقص          | "هیجان‌زده شو کوچولو" توسط نیک کَنون                                |
| کن       | خوانندگی     | "همون آهنگ غمگین" توسط اسموکی نورفول                              |
| لئو      | خوانندگی/رقص | "به خاطر تو" توسط کیث مارتین/"تختو خیس کن" توسط کریس براون        |
| راوی     | رپ/رقص       | رپ فری‌استایل/"حالا بهم نگاه کن" توسط کریس براون                   |
| بیونگ‌جون | رپ/رقص       | "تا ابد" توسط دریک/"برقص" توسط بیگ شان                            |
| هونگ‌بین  | خوانندگی     | "چهرۀ نوستالژیک" توسط لی سوک هون                                  |
| ناکون    | خوانندگی     | "همه چیز" توسط مایکل بوبلی                                        |
| ده‌وون    | خوانندگی/رقص | "هیچوقت نمیدونستم بهش احتیاج دارم" توسط نی‌یو/"دیوونه" توسط پیت‌بول |
| هیوک     | رقص          | "این خراشندَست" توسط دی‌جی کمیکال                                   |
| یون‌چول   | خوانندگی     | "برای شب" توسط میوزیک سول‌چایلد                                    |

بعد از آن، زمانی برای فیلمبرداری اختصاص داده شد که طی آن کیم یو جونگ هم حضور داشت. سپس اعضا به دو گروه تقسیم شدند و مأموریت آن‌ها جذب کردن طرفدار بود.
| تیم        | اعضا                                | محل       | روش            |
| ---------- | ----------------------------------- | --------- | -------------- |
| تیم شیاطین | اِن، ده‌وون، هونگ‌بین، بیونگ‌جون و هیوک | میونگ‌دونگ | بغل کردن و رقص |
| تیم بهشت   | لئو، ناکون، کن، راوی و یون‌چول       | هونگ‌ده    | فلش ماب        |

- مهمانان ویژه: سونگ شی‌کیونگ، کیم یوجونگ و چویی یونگ‌بین
- مأموریت: جمع طرفداران در یک منطقه برای پیوستن به «کلوپ فرشتگان مایدول»
- تیم برنده: تیم شیاطین

### قسمت ۲
این قسمت، با اعلام تیم برنده آغاز شد و بعد از آن، بازهم کارآموزها به دو تیم تقسیم شدند تا آهنگی را کاور کنند.
| تیم (عضو)                                          | ماموریت آهنگ (ع)                      |
| -------------------------------------------------- | ------------------------------------- |
| تیم سانگ‌هیوک (هیوک، لئو، ناکون، کن و راوی)         | "موسیقیِ هیپ" توسط رین                 |
| تیم یون‌چول (یون‌چول، اِن، ده‌وون، هونگ‌بین و بیونگ‌جون) | "کجایی" توسط ته‌یانگ و "شوک" توسط بیست |

مأموریت بعدی کارآموزها این بود که رولی از یک سریال یا نقشی دیگر را تقلید کنند که اجراهای کن و لئو پخش نشد.
| آیدول              | بازیگری                                                                              |
| ------------------ | ------------------------------------------------------------------------------------ |
| اِن (با هونگ‌بین)    | تصرف قلب دختری که قصد ترک کردن او را دارد                                            |
| ناکون              | هیون‌بین در نقش باغ مخفی                                                              |
| یون‌چول             | اعتراف احساسات به یک دوست بعد از فارغ‌التحصیلی                                        |
| هونگ‌بین (با ناکون) | تصرف قلب دختری که قصد ترک کردن او را دارد                                            |
| ده‌وون              | نقش جونگ ووسونگ در پادام پادام                                                       |
| راوی               | برادر کوچک‌تری که بر سر برادر بزرگ‌ترش به‌دلیل بی اطلاعی از مریضی والدینشان فریاد می‌کشد |
| بیونگ‌جون           | در حال مچ‌گیری                                                                        |
| هیوک               | اعتراف به یک دختر در ایستگاه اتوبوس                                                  |

- مهمانان ویژه: سو این گوک، لی گئون هو و لی جون

### قسمت ۳
این روز، روز نهایی ارزشیابی‌ست که طی آن برای باری دیگر کارآموزها استعدادهای خود را به اجرا می‌گذارند.
| آیدول    | مهارت    | آهنگ                                   |
| -------- | -------- | -------------------------------------- |
| لئو      | خوانندگی | "خاطراتِ شبیه به عشق" توسط پارک هیوشین  |
| کن       | خوانندگی | "حرکت آهسته" توسط کارینا پسیان         |
| اِن       | رقص      | "جان" توسط لیل وین                     |
| هیوک     | رقص      | "حتی اگر" توسط متد من                  |
| هونگ‌بین  | خوانندگی | "اتاق ذخیره" توسط جان لجند             |
| ناکون    | خوانندگی | "علاقه" توسط دیوید آرچولتا             |
| یون‌چول   | خوانندگی | "مال من باش" توسط فوج ایوی وینترز اچ‌دی |
| بیونگ‌جون | رپ       | "آره، درسته" توسط دریک                 |
| راوی     | رپ       | "خاک رو از روی شونَت بتکون" توسط جی‌زی   |

در نهایت، همهٔ کارآموزها در دو تیم آهنگ «عاشقتم» از سو این گوک را اجرا کردند.
- مهمان ویژه: بریان جو

## وضعیت نتایج
| کارآموز  | قسمت | قسمت   | قسمت   |
| کارآموز  | ۲    | ۳      | ۴      |
| -------- | ---- | ------ | ------ |
| لئو      | امن  | ویکس   | نامشخص |
| ان       | امن  | ویکس   | نامشخص |
| راوی     | امن  | نامشخص | ویکس   |
| هونگ‌بین  | داخل | نامشخص | ویکس   |
| هیوک     | امن  | نامشخص | ویکس   |
| کن       | کم   | نامشخص | ویکس   |
| ناکون    | داخل | نامشخص | حذف    |
| یون‌چول   | داخل | نامشخص | حذف    |
| بیونگ‌جون | امن  | نامشخص | حذف    |
| ده‌وون    | کم   | حذف    | نامشخص |

## وضعیت افراد حذف‌شده
- ناکون در فوریه ۲۰۱۳ به عنوان عضوی از گروه «لاینز بریج» شروع به‌کار کرد ولی بعدها گروه منحل شد.
- یون‌چول در تاریخ ۲۴ اکتبر ۲۰۱۳ با نام هنری ناکتا در گروه «تاپ داگ» شروع به‌کار کرد.
- ده‌وون به عنوان عضوی از گروه «آفرود» شروع به‌کار کرد.
- بیونگ‌جون به کمپانی وای جی رفت و با نام هنری «تِدی لی» آهنگ تولید می‌کند.